# 난카이 전기 철도 9000계 전동차
난카이 전기 철도 9000계 전동차(일본어: 南海9000系電車)는 1985년부터 1988년까지 도입되어 운행하고 있는 난카이 전기 철도의 전동차이다.
이 차량은 난카이 전기 철도 8200계 전동차를 기반으로 제작되었고 노후된 난카이 전기 철도 1000계 전동차를 교체하기 위해 도입되었다. 전 편성이 도큐차량제조에서 제조되었다.

## 참고 자료
- (일본어) 난카이 전기 철도 9000계 전동차 - 공식 웹사이트